# Marta Soler i Balcells
Marta Soler i Balcells (Calaf, Anoia, 5 de març de 1984) és una jugadora catalana d'hoquei sobre patins, ja retirada.
Formada al Club Natació Igualada, va debutar precoçment amb el segon equip la temporada 1995-96. Amb el primer equip, va aconseguir dos Campionats d'Espanya i una Lliga catalana. La temporada 2005-06 va fitxar per l'ACR Gulpilhares de la Lliga portuguesa amb el qual va aconseguir la Copa de Portugal. La temporada següent va jugar al Club Patín Gijón Solimar, guanyant la primera Copa d'Europa (2007) del club. Va repetir el títol en dues ocasions (2009, 2010) i, a més, va guanyar una OK Lliga Femenina (2008-09). Després d'un breu retorn a l'Igualada Femení HCP, la temporada 2007-08, va tornar definitivament al club igualadí a partir de la temporada 2011-12.
Internacional amb la selecció espanyola d'hoquei sobre patins entre 2000 i 2012, va disputar totes les competicions internacionals, excepte el Campionat del Món de 2010 per motius laborals, i va arribar a ser la capitana de l'equip. Entre d'altres èxits, va guanyar dos Campionats del Món (2000 i 2008) i dos d'Europa (2009 i 2011), i també va aconseguir dos subcampionats del Món i tres d'Europa. Amb la selecció catalana d'hoquei sobre patins, va formar part del primer equip que va disputar un partit internacional contra Portugal el desembre de 2003.
Es retirà de la competició al final de la temporada 2014-15 i va continuar vinculada a l'Igualada Femení HCP com a responsable tècnica.
Entre d'altres reconeixements, va rebre la Medalla del Comitè Olímpic Espanyol l'any 2012 per la seva trajectòria esportiva i l'Orde Olímpic al mèrit esportiu el 2002.

## Palmarès
Clubs
- 3 Copes d'Europa d'hoquei patins femenina: 2006-07, 2008-09 i 2009-10
- 1 Lliga catalana d'hoquei patins femenina: 1997-98
- 2 Campionat d'Espanya d'hoquei sobre patins femení: 1997-98 i 1999-00
- 1 Lliga espanyola d'hoquei patins femenina: 2008-09
- 1 Copa de Portugal d'hoquei sobre patins femenina: 2005-06

Selecció catalana
- 1 Golden Cup femenina: 2007

Selecció espanyola
- 2 medalles d'or al Campionat del Món d'hoquei patins femení: 2000 i 2008
- 2 medalles d'argent al Campionat del Món d'hoquei patins femení: 2006 i 2012
- 2 medalles de bronze al Campionat del Món d'hoquei patins femení: 2002 i 2004
- 2 medalles d'or al Campionat d'Europa d'hoquei patins femení: 2009 i 2011
- 3 medalles d'argent al Campionat d'Europa d'hoquei patins femení: 2001, 2003 i 2007
- 1 medalles de bronze al Campionat d'Europa d'hoquei patins femení: 2005